# マット・コロボフ
マット・コロボフ（露: Мэтт Коробов、英: Matt Korobov、1983年1月7日 - ）は、ロシアのプロボクサー。マガダン州オロトゥカーン出身。
アマチュア時代の2005年には世界ボクシング選手権を制し、ワールドカップでのロシア優勝に貢献し、2006年にはヨーロッパボクシング選手権を制し、2007年にも世界ボクシング選手権を制したミドル級の実力者で、2008年の北京オリンピックでは結果は残せなかったもののロシアを代表するボクサーの1人。
プロ転向後はアメリカ合衆国を活動拠点とし、母国ロシアで1度も試合をせずにデビュー戦から全ての試合をアメリカ合衆国で行っている異色の選手。

## 来歴

### アマチュア時代
2003年7月、タイのバンコクで開催された世界ボクシング選手権にミドル級(75kg)で出場するが、ゲンナジー・ゴロフキンに敗れ1回戦で敗退した
。
2005年7月、モスクワで開催されたワールドカップにミドル級(75kg)で出場し、グループ2でダニエル・ジェイコブスに勝利するなど、ロシアの優勝に貢献した。
2005年11月、中華人民共和国の綿陽市で開催された世界ボクシング選手権にミドル級(75kg)で出場。2回戦でジャロッド・フレッチャー、決勝でイスマイル・シラクを破り優勝を果たした
。
2006年7月、ブルガリアのプロヴディフで開催されたヨーロッパボクシング選手権にミドル級(75kg)で出場し、優勝を果たした。
2007年10月、アメリカ合衆国のシカゴで開催された世界ボクシング選手権にミドル級(75kg)で出場し、決勝でアルフォンソ・ブランコを破り2大会連続優勝を果たした。
2008年8月、中華人民共和国の北京で開催された北京オリンピックにミドル級(75kg)で出場するも2回戦で敗退した。

### プロ時代
2008年11月1日、ラスベガスのマンダレイ・ベイ・イベント・センターでデビュー戦を行い、3回TKO勝ちを収めデビュー戦を白星で飾った。
2014年6月28日、テレンス・クロフォード対ユリオルキス・ガンボアの前座でWBO世界ミドル級4位のホセ・ウスカテギとWBOインターコンチネンタルミドル級王座決定戦を行い、10回3-0（2者が97-91、96-92）の判定勝ちを収め王座獲得に成功した。 
2014年12月13日、ラスベガスのザ・コスモポリタン内チェルシー・ボールルームで、ティモシー・ブラッドリー対ディエゴ・ガブリエル・チャベスの前座でピーター・クイリンの王座返上に伴い空位となったWBO世界ミドル級王座決定戦でWBO世界ミドル級4位のアンディ・リーと対戦し、プロ初黒星となる6回1分10秒逆転KO負けを喫し王座獲得に失敗した。
2016年1月16日、テキサス州ダラスのザ・ボブ・ファクトリーでジョシュ・オバンドーとスーパーミドル級進出戦で1年1ヶ月振りに復帰。8回3-0(3者共80-71)の判定勝ちを収めた。
2016年6月25日、テキサス州ダラスのザ・ボブ・ファクトリーでブライアン・ベラと対戦し8回3-0の判定勝利を収めた。
2017年3月3日、トップランク社から離脱。交渉が進んでいたヒルベルト・ラミレスとの試合をラミレスに断られたことで、コロボフはトップランク社内に対戦できる相手がいないと思い離脱に至った。

## 獲得タイトル
- WBOインターコンチネンタルミドル級王座